# جينيفييف نرون
جينيفييف نرون (بالفرنسية: Geneviève Néron)‏ (و. 1974 – م) هي ممثلة من كندا.

## وصلات خارجية
- جينيفييف نرون على موقع IMDb (الإنجليزية)
- جينيفييف نرون على موقع ألو سيني (الفرنسية)
- جينيفييف نرون على موقع أول موفي (الإنجليزية)
- جينيفييف نرون على موقع قاعدة بيانات الفيلم (الإنجليزية)
- جينيفييف نرون على موقع كينوبويسك (الروسية)